# Stadthallen Schwerin

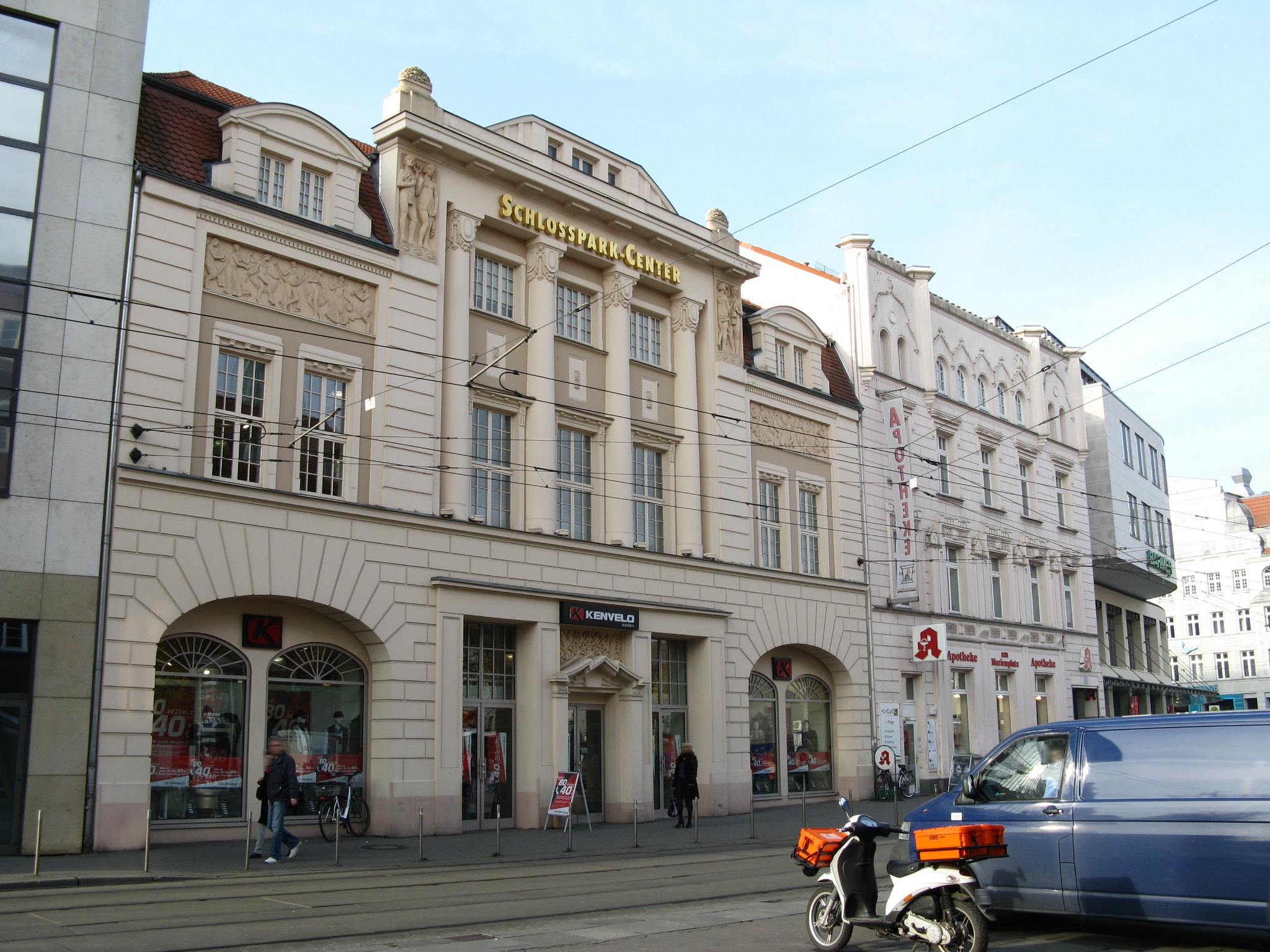
Erhaltene Fassade der Stadthallen als Bestandteil des Schlossparkcenters (2008)

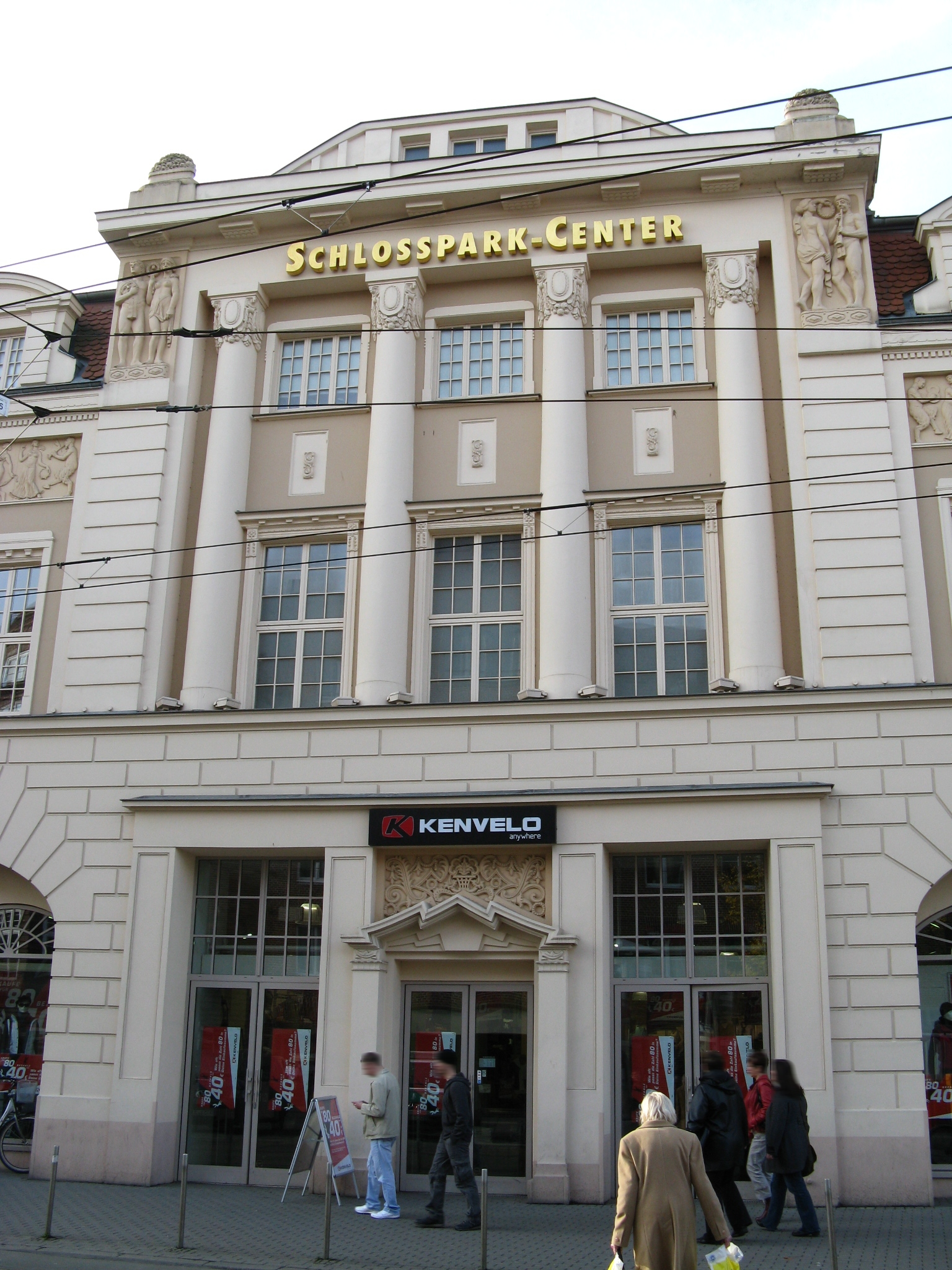
Erhaltene Fassade, Ausschnitt

Die Stadthallen in Schwerin am Marienplatz waren ein zwischen 1909 und 1910 im Jugendstil errichtetes Saalbauwerk mit Gastronomiebetrieb, das später erweitert wurde. Bis auf die historische Jugendstilfassade und das Foyer wurde der Gebäudekomplex für den Neubau eines Einkaufszentrums am 24./25. Januar 1997 abgerissen.

## Architektur
Die Stadthallen waren ein aus Backstein gemauerter Massivbau mit Jugendstilfassade. Die Architektur des kompakten, hohen und extrovertierten Gebäudes zeigt einen vom Jugendstil beeinflussten Neoklassizismus. Bei der Fassadengestaltung orientierte sich der Architekt möglicherweise an dem 1859 erbauten und 1907 abgebrochenen Lübecker Casino-Theater. Die Idee, erste Zeichnungen und der verwirklichte Entwurf für den Bau der Stadthallen stammten vom Bauherrn Johannes Dürkop, die Ausführung lag in den Händen des Lübecker Architekten Rudolf Wilkens.
Wilkens entwarf die Fassade als Portalarchitektur im neoklassizistischen Stil mit reichem Jugendstildekor, gegliedert in figürlichen und plastischen Fries-Schmuckelementen und vier Halbsäulen mit jeweils verzierten Kapitellen. Diese Säulengestaltung mit dem besonders ausgeformten oberen Abschluss fand sich im gesamten Gebäude wieder, zum Beispiel im Foyer und im Jugendstilsaal. An der Fassade sind Tanzszenen von griechischen Musen mit Satyr in Gestalt des sinnlichen Verführers dargestellt. Eine weitere bildliche Darstellung der Verführung von Musen, insbesondere durch die Kunst der Musik, gab es auch als Wandgemälde im großen Festsaal über dem Bühnenbau.
Im Erdgeschoss befanden sich das prunkvoll mit Stuck und Vergoldungen und in seinen Dimensionen großzügig gestaltete Foyer im Art-déco-Stil, ein Kino und ein Kabarett mit Restaurants. Zwei breite Treppen mit zum Teil vergoldeten neobarocken Geländern führten zum Obergeschoss mit dem großzügig dimensionierten, stuckverzierten Foyer (Empore) und zu den Festsälen. Über ein schlichtes Vereinszimmer erreichte man den gegebenenfalls 90 Personen fassenden kleinen Gesellschaftssaal mit Ornamenten von plastischer Wirkung und gelangte von dort zum großen Festsaal mit Galerie, eigenem Bühnenhaus und Nebenräumen. Der große Festsaal besaß eine kassettierte Stuckdecke und hatte eine Grundfläche von 520 m² bei einer Höhe von 9 m. Die weit ausragende Galerie und die Balkone boten weitere 315 m² Nutzfläche. Für Veranstaltungen in den Stadthallen stand eine Fläche von insgesamt rund 3000 Quadratmeter zur Verfügung.

## Geschichte
Einst befand sich auf dem Gelände die Papierhandlung Burmester sowie seit 1900 die Gaststätte „Marien-Halle“. Dieses Vergnügungslokal übernahm 1903 der Dirigent, Komponist und Schankwirt August Lau (* 27. November 1865 in Parchim; † 16. März 1939 in Schwerin) als Conzerthaus Flora. In dem Restaurant wurde Theater gespielt und Lau betrieb dort auch einen Konzert- und Tanzsaal. 1904 wurden dort mit dem Bioskop die ersten „lebenden Photographien“ gezeigt.
Für den Kaufpreis von 240.000 Mark übernahm der Lübecker Gaststätteninhaber Johannes Dürkop 1905 das Haus am Marienplatz. Am 28. Mai 1909 brannte das Gebäude ab. Dürkop beauftragte bereits nach dem 31. Juli 1909 den Lübecker Architekten Rudolf Wilkens mit dem Neubau der Stadthallen an gleicher Stelle. Der Grundstein wurde noch im selben Jahr gelegt und der Bau im Mai 1910 fertig gestellt. Das mit zwei großen Eingangsportalen versehene Gebäude eröffnete am 31. Juli 1910. Ein Jahr später bekamen die Stadthallen elektrische Beleuchtung, später sogar ein eigenes Orchester.
Ihren ersten Höhepunkt erlebten die Stadthallen mit der III. Mecklenburgischen Gewerbeausstellung, die vom 21. Mai bis 15. August 1911 in Schwerin stattfand und viele auswärtige Besucher anzog.
Für seinen Sohn Willy Dürkop (1900–1979) erwarb Stadthallen-Inhaber Johannes Dürkop 1919 die Schweriner Apollo-Lichtspiele, die dieser nach komplettem Umbau ab 1929 als Schauburg betrieb.
Eine Erweiterung des Jugendstilsaales erfolgte um 1920 mit dem Anbau eines kleinen Gesellschaftssaals, dessen Wände, Decke und Bühne im Neo-Rokokostil dekoriert wurden. Er konnte als Restaurant oder als Kino mit 200 Sitzplätzen genutzt werden. 1921/1922 wurde die von Architekt Willy Taebel entworfene Faundiele mit einem zusätzlichen Eingang im Erdgeschoss eingebaut.
Ein dritter Festsaal mit ca. 700 Quadratmeter Fläche für rund 500 Personen mit entsprechenden Nebenräumen wurde 1927/1928 nach den Plänen des Architekten Erich Bentrup in die erste Etage gebaut. Seine expressionistische Innenarchitektur und Bühnendekoration zeigte Stilmerkmale des Art déco. Ebenfalls von Bentrup entworfen, entstand unter diesem dritten Saal eine Garage mit 40 Garagenboxen, einer Reparaturwerkstatt und eine Tankstelle mit vier Zapfsäulen für Aral, Shell plc, Standard Oil Company und OLEX. Die Bauarbeiten führte das Schweriner Baugeschäft Otto Glatz aus, die Eisenkonstruktion erstellte die Firma Klingenbiel.

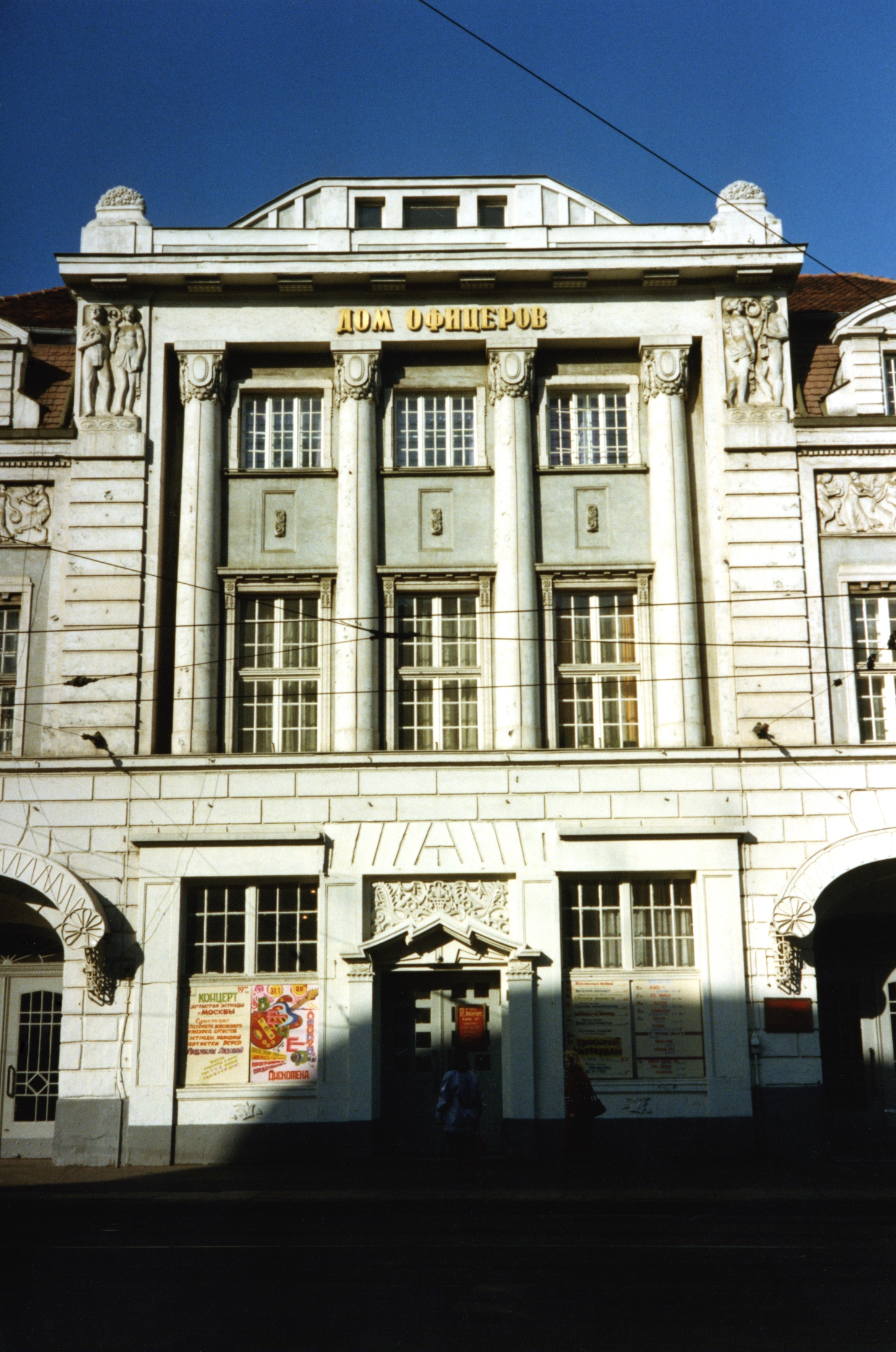
Fassade mit der Aufschrift „Дом Офицеров“ (Haus der Offiziere)

August Jörg (* 9. Juni 1886 in Lübeck; † 5. Juli 1967 in Schwerin) zog 1890 mit seiner Familie von Lübeck nach Schwerin und heiratete am 12. September 1919 Dürkops älteste Tochter Clara. Der Pächter und Gastwirt der Stadthallen beschreibt in seinen Anfang der 1950er Jahre verfassten Lebenserinnerungen die Stadthallen als „den Ort für Konzerte, Maskenbälle, Modeschauen, Versammlungen und großen Bankette“.
Die Schweriner Stadthallen hatten einst ein Fassungsvermögen von bis zu 2500 Personen. In dem damals sehr bekannten Versammlungs- und Konzertlokal fand unter anderem eine Hauptversammlung anlässlich des 56. Bezirksverbandstages der Schweriner Zünfte und Friseurinnungen sowie der Modekommission beider Mecklenburg-Länder statt, datiert auf den 3. und 4. Juni 1934.
Von 1942 an bis zum Kriegsende 1945 dienten die Stadthallen als Hilfslazarett. Die Rote Armee beschlagnahmte am 1. Oktober 1945 die Stadthallen und nutzte sie als Haus der Offiziere. Im Erdgeschoss gab es eine öffentliche Gaststätte, die von der einheimischen Bevölkerung offenbar kaum genutzt wurde. Von den Schwerinern häufiger frequentiert war dagegen das im Haus untergebrachte „магазин“, ein Geschäft für die vorrangige Versorgung der sowjetischen Armeeangehörigen und deren Familien.
In diesem Kulturhaus wurden neben anderen politischen Veranstaltungen auch Begegnungen zwischen deutschen und sowjetischen Militärangehörigen sowie FDJ- und Komsomol-Gruppen organisiert. Am 7./8. Dezember 1957 fand die III. Landjugendkonferenz der DDR mit fast 1000 Teilnehmern in den Stadthallen statt. Für den DEFA-Film Aus meiner Kindheit über Ernst Thälmann wurden 1974 in den Stadthallen Szenen der Gewerkschaftsversammlung gedreht.
Beim Abzug der sowjetischen Armee aus der DDR im Jahr 1993 wurde das Haus geschlossen und an die Alteigentümer zurückgegeben. Diese vermieteten das ehemalige Kino und Cabaret an einen Discounter, das restliche Gebäude stand leer. Die Eigentümer entwickelten mit dem Landesamt für Denkmalpflege und der Stadt Schwerin Nutzungskonzepte. Sie wollten die Stadthallen nach einer Sanierung in ein Einkaufs- und Kulturzentrum umwandeln.
Als Mitte der 1990er Jahre die Absicht bekannt wurde, die Stadthallen für den Neubau eines Einkaufszentrums abzubrechen, wurden diese Pläne von verschiedenen Seiten kritisiert. Für den Erhalt der Stadthallen als Baudenkmal, Raumkunst und Geschichtszeugnis setzten sich unter anderen der Schweriner Architekt Bernd Klinghammer und der Denkmalpfleger und spätere Stadtarchivar Jörg Moll ein, die vor einem unersetzlichen Verlust für die Denkmallandschaft Mecklenburg-Vorpommerns warnten. Die Stadtvertretung der Stadt Schwerin beschloss am 25. Oktober 1996 auf Antrag der Stadtverwaltung den Abriss der Stadthallen (Haus der Offiziere) am Marienplatz für den Bau des Einkaufszentrums. Eine im Jahr 1996 ins Leben gerufene Bürgerinitiative „Denkmal Stadthallen“ versuchte, einen Bürgerentscheid zu erreichen. Die Unterschriftenlisten erfassten bis zum 13. Januar 1997 1500 Unterschriften. Den Abriss für den Neubau eines Einkaufszentrums befürworteten in Hinblick auf „Konjunkturförderung und Stadtmodernisierung“ Schweriner Stadtvertreter der Kommunal- und Landespolitik, darunter auch die damalige Landesministerin für Bau, Landesentwicklung und Umwelt, Bärbel Nehring-Kleedehn.
Als Ergebnis der Bemühungen um den Erhalt der Stadthallen blieb am Ende die Integration der historischen Jugendstilfassade, ein neubarockes Foyer-Geländer, die Foyers im Erd- und Obergeschoss, die Empore sowie Deckenstuck rückwirkend an den ECE-Anbau. Am 24. Januar 1997 begann der Abriss der Stadthallen-Festsäle, der Bau des Einkaufszentrums Schlossparkcenter erfolgte unmittelbar im Anschluss von 1997 bis 1998.